# Паттон (фільм)
«Паттон» — американська воєнна драма про участь генерала армії США Джорджа С. Паттона в Другій світовій війні.

## Сюжет
Після руйнівної поразки від корпусу «Африка» на посаду командувача американської армії призначають нестриманого Джорджа Паттона. Паттон у боях проявив себе як вправний командир і стратег. Він брав участь у кампаніях з визволення Сицилії, Франції, а також в заходах з відбиття німецького контрнападу в Арденнах.

## У ролях
| Актор               | Роль                                            |
| ------------------- | ----------------------------------------------- |
| Джордж К. Скотт     | генерал Джордж Сміт Паттон                      |
| Карл Молден         | генерал Омар Бредлі                             |
| Майкл Бейтс         | фельдмаршал Бернард Монтгомері                  |
| Джек Гвілім         | генерал Гаролд Александер                       |
| Едвард Біннс        | генерал-майор Вальтер Беделл Сміт               |
| Ріхард Мюнх         | генерал-полковник Альфред Йодль                 |
| Морган Полл         | капітан Річард Дженсон                          |
| Карл Міхаель Фоглер | фельдмаршал Ервін Роммель                       |
| Джеральд Флад       | маршал Королівських повітряних сил Артур Теддер |
| Пол Стівенс         | підполковник Чарлз Кодмен                       |
| Зігфрід Раух        | капітан Оскар Штайгер                           |

## Створення фільму

### Виробництво
Для зйомок фільму обрали 71 різних місцевостей у 6 країнах. Основні зйомки проходили в Іспанії тому, що тільки іспанська армія могла забезпечити необхідною воєнною технікою часів Другої світової війни. Пейзажі та архітектура Іспанії була використана для зйомок подій фільму в Північній Африці, Сицилії, Італії, Франції, Німеччині. Римські руїни знімали в Марокко, для показу огляду марокканських військ було використано місцевості Грецію та Сицилію. Кілька сюжетів — чорно-білі кадри з кінохроніки, зняті в Голлівуді на студії «20th Century Fox».

### Знімальна група
- Кінорежисер — Франклін Шеффнер
- Сценарист — Френсіс Форд Коппола, Едмунд Норт
- Кінопродюсери — Френк Мак-Карті
- Композитор — Джеррі Голдсміт
- Кінооператор — Фред Конікемп
- Кіномонтаж — Г'ю Фаулер
- Артдиректори — Урі Мак-Клірі, Джил Паррандо
- Художник-декоратор — Антоніо Матеос, П'єр Луї Тевені
- Підбір акторів — Майкл Мак-Лін[3].

## Сприйняття

### Критика
Фільм отримав позитивні відгуки. На сайті Rotten Tomatoes оцінка стрічки становить 95 % на основі 44 відгуків від критиків (середня оцінка 8,4/10) і 94 % від глядачів із середньою оцінкою 4/5 (43 029 голосів). Фільму зарахований «стиглий помідор» від кінокритиків та «попкорн» від глядачів, Internet Movie Database — 8/10 (82 152 голосів), Metacritic — 91/100 (9 відгуків критиків) і 8,4/10 від глядачів (91 голос).

### Номінації та нагороди
| Нагороди та номінації фільму «Паттон» | Нагороди та номінації фільму «Паттон» | Нагороди та номінації фільму «Паттон»  | Нагороди та номінації фільму «Паттон»                         | Нагороди та номінації фільму «Паттон» | Нагороди та номінації фільму «Паттон» |
| Рік                                   | Кінофестиваль/кінопремія              | Категорія/нагорода                     | Номінант                                                      | Результат                             |                                       |
| ------------------------------------- | ------------------------------------- | -------------------------------------- | ------------------------------------------------------------- | ------------------------------------- | ------------------------------------- |
| 1970                                  | Спільнота кінокритиків Канзаса        | Найкращий фільм                        | «Паттон»                                                      | Перемога                              |                                       |
| 1970                                  | Спільнота кінокритиків Канзаса        | Найкращий актор                        | Джордж К. Скотт                                               | Перемога                              |                                       |
| 1970                                  | Спільнота кінокритиків Нью-Йорка      | Найкращий актор                        | Джордж К. Скотт                                               | Перемога                              |                                       |
| 1971                                  | «Оскар»                               | Найкращий фільм                        | Френк Мак-Карті                                               | Перемога                              |                                       |
| 1971                                  | «Оскар»                               | Найкраща чоловіча роль                 | Джордж К. Скотт                                               | Перемога                              |                                       |
| 1971                                  | «Оскар»                               | Найкраща режисура                      | Франклін Шеффнер                                              | Перемога                              |                                       |
| 1971                                  | «Оскар»                               | Найкращий оригінальний сценарій        | Френсіс Форд Коппола, Едмунд Норт                             | Перемога                              |                                       |
| 1971                                  | «Оскар»                               | Найкраща робота художника-постановника | Урі Мак-Клірі, Джил Паррандо, Антоніо Матеос, П'єр Луї Тевені | Перемога                              |                                       |
| 1971                                  | «Оскар»                               | Найкращий звук                         | Дуглас О. Вільямс, Дон Бассман                                | Перемога                              |                                       |
| 1971                                  | «Оскар»                               | Найкращий монтаж                       | Г'ю Фаулер                                                    | Перемога                              |                                       |
| 1971                                  | «Оскар»                               | Найкраща операторська робота           | Фред Конікемп                                                 | Номінація                             |                                       |
| 1971                                  | «Оскар»                               | Найкращі візуальні ефекти              | Алекс Велдон                                                  | Номінація                             |                                       |
| 1971                                  | «Оскар»                               | Найкраща музика                        | Джеррі Голдсміт                                               | Номінація                             |                                       |
| 1971                                  | «Золотий глобус»                      | Найкраща чоловіча роль (драма)         | Джордж К. Скотт                                               | Перемога                              |                                       |
| 1971                                  | «Золотий глобус»                      | Найкращий фільм (драма)                | «Паттон»                                                      | Номінація                             |                                       |
| 1971                                  | «Золотий глобус»                      | Найкращий режисер                      | Франклін Шеффнер                                              | Номінація                             |                                       |
| 1971                                  | БАФТА                                 | Найкраща чоловіча роль                 | Джордж К. Скотт                                               | Номінація                             |                                       |
| 1971                                  | БАФТА                                 | Найкращий саундтрек                    | Дон Голл, Дуглас О. Вільямс, Дон Бассман                      | Номінація                             |                                       |
| 1971                                  | Американська асоціація монтажерів     | Найкращий монтаж художнього фільму     | Г'ю Фаулер                                                    | Перемога                              |                                       |
| 1971                                  | Премія Гільдії режисерів США          | Видатна режисура кінофільму            | Франклін Шеффнер, Елі Данн, Хосе Лопес Родеро                 | Перемога                              |                                       |
| 1971                                  | «Лорель»                              | Найкращий фільм                        | «Паттон»                                                      | Перемога                              |                                       |
| 1971                                  | «Лорель»                              | Найкращий актор у драматичній ролі     | Джордж К. Скотт                                               | Перемога                              |                                       |
| 1971                                  | «Лорель»                              | Найкращий композитор                   | Джеррі Голдсміт                                               | Перемога                              |                                       |
| 1971                                  | «Лорель»                              | Найкращий оператор                     | Фред Конікемп                                                 | Перемога                              |                                       |
| 1971                                  | «Лорель»                              | Найкраща чоловіча роль другого плану   | Карл Молден                                                   | 2-е місце                             |                                       |
| 1971                                  | Motion Picture Sound Editors          | Найкращий аудіомонтаж кінофільму       | «Паттон»                                                      | Перемога                              |                                       |
| 1971                                  | Національна рада кінокритиків США     | Найкращий фільм                        | «Паттон»                                                      | Перемога                              |                                       |
| 1971                                  | Національна рада кінокритиків США     | Найкращий актор                        | Джордж К. Скотт                                               | Перемога                              |                                       |
| 1971                                  | Національна рада кінокритиків США     | Найкращі десять фільмів                | «Паттон»                                                      | Перемога                              |                                       |
| 1971                                  | Національна спілка кінокритиків США   | Найкращий актор                        | Джордж К. Скотт                                               | Перемога                              |                                       |
| 1971                                  | Гільдія сценаристів США               | Найкращий оригінальний сценарій        | Френсіс Форд Коппола, Едмунд Норт                             | Перемога                              |                                       |
| 2003                                  | Національний реєстр фільмів           |                                        | «Паттон»                                                      | Перемога                              |                                       |